# Дети Геббельсов

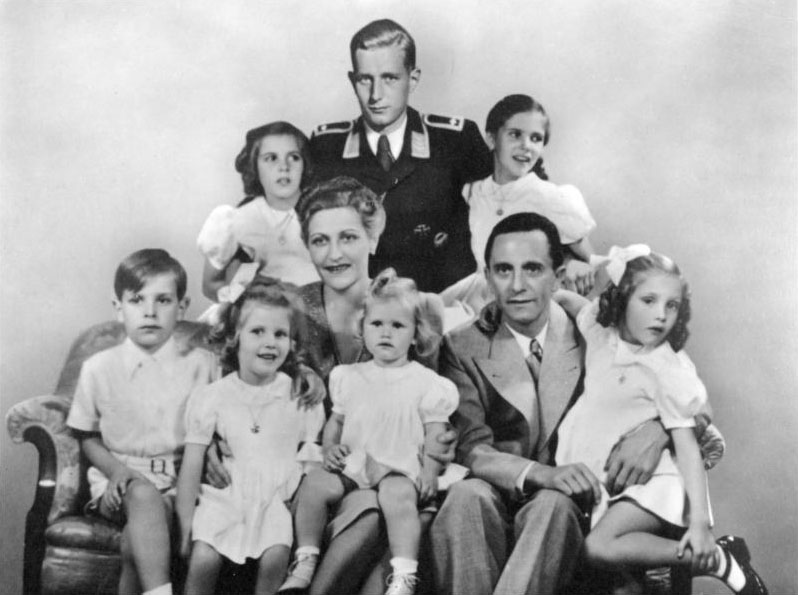
Групповое фото семьи Геббельсов (1 января 1944). Вверху слева направо: Хильда, Харальд, Хельга. Внизу слева направо: Хельмут, Хедда, Магда, Хейда, Йозеф и Хольда. Изображение Харальда Квандта добавлено на фотографию с помощью монтажа, во время съёмки он находился на военной службе

Де́ти Ге́ббельсов — пять дочерей и сын министра пропаганды нацистской Германии Йозефа Геббельса и его супруги Магды. 1 мая 1945 года, перед тем как покончить с собой в берлинском бункере Адольфа Гитлера, супруги Геббельс отравили всех своих детей цианистым калием.
Харальд Квандт — сын Магды Геббельс от первого брака — принимал участие во Второй мировой войне и на момент гибели семьи Геббельсов находился в английском плену. Он стал единственным из детей Магды, пережившим войну.
Супруги Геббельсы специально дали всем своим детям имена, начинавшиеся с латинской буквы «H» — c той же буквы, с которой начиналась в немецком языке фамилия Hitler.

## Список детей
| Имя                                                                     | Оригинал имени                          | Дата рождения   |
| ----------------------------------------------------------------------- | --------------------------------------- | --------------- |
| Хельга Сусанна Геббельс                                                 | нем. Helga Susanne Goebbels             | 1 сентября 1932 |
| Хильдегард (Хильда) Траудель Геббельс (отставала в умственном развитии) | нем. Hildegard (Hilde) Traudel Goebbels | 13 апреля 1934  |
| Хельмут Кристиан Геббельс                                               | нем. Helmut Christian Goebbels          | 2 октября 1935  |
| Хольдина (Хольда) Катрин Геббельс                                       | нем. Holdine (Holda) Kathrin Goebbels   | 19 февраля 1937 |
| Хедвиг (Хедда) Йоханна Геббельс                                         | нем. Hedwig (Hedda) Johanna Goebbels    | 5 мая 1938      |
| Хайдрун (Хайда) Элизабет Геббельс                                       | нем. Heidrun (Heida) Elisabeth Goebbels | 29 октября 1940 |

## Квартирный вопрос

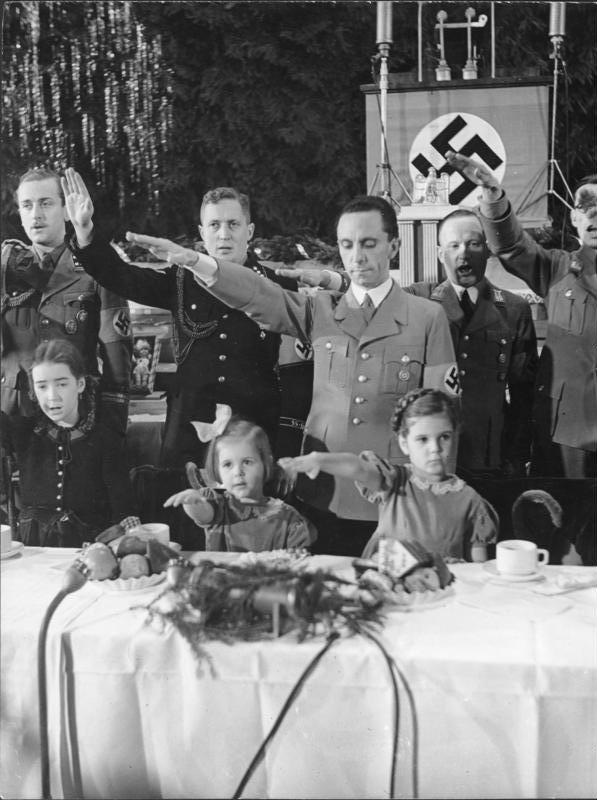
Йозеф Геббельс с дочками на рождественском празднике,
23 декабря 1937

Берлинские городские власти выделили семье Геббельса поместье с домом на берегу озера Богензе в 15 км от города. Дом оказался недостаточного размера и позднее Геббельс выстроил по соседству новый большой дом.

## Смерть
Йозеф и Магда Геббельсы планировали совершить самоубийство и убить детей ещё до смерти Гитлера. В конце апреля 1945 года Магда Геббельс написала письмо своему первому сыну Харальду Квандту, который в это время находился в лагере военнопленных в Северной Африке (он получил его только в августе):

 Мир, который придёт после фюрера, не стоит того, чтобы в нём жить. Поэтому я и беру детей с собой, уходя из него. Жалко оставить их жить в той жизни, которая наступит. Милостивый Бог поймёт, почему я решилась сама взяться за своё спасение.— 
Вечером 1 мая 1945 года всех шестерых детей Геббельсов уложили спать. Магда сказала им: «Не бойтесь. Доктор сделает вам укол, который делают детям и настоящим солдатам», после чего покинула комнату, а врач Гельмут Кунц сделал инъекции морфия «сначала двум старшим девочкам, затем мальчику, а затем остальным детям, что заняло около 10 минут».
Спустя некоторое время Магда вернулась в комнату, держа в руках капсулы с цианидом. Не найдя в себе сил собственноручно умертвить детей, она попросила об этом Кунца, но и он отказался. Тогда Геббельс попросила: «Позовите доктора Штумпфеггера». Людвиг Штумпфеггер был на год младше Кунца и принадлежал к числу доверенных лиц шефа СС Генриха Гиммлера. Но так и не известно, он ли вложил детям во рты раздавленные ампулы, повлёкшие скорую смерть.

## В культуре
Сцена убийства Геббельсами своих детей содержится в пятом фильме киноэпопеи «Освобождение» (СССР, 1971 год), а также в фильме «Бункер» (совместного производства: Германия — Италия — Австрия, 2004 год).